# Cefaly
 (février 2018).
Améliorez-le ou discutez des points à vérifier. 
 (février 2018).
Le Cefaly est un neurostimulateur externe du nerf trijumeau (e-TNS), destiné au traitement et à la prévention de la migraine et des céphalées de tension. L'appareil a été élaboré en 2009 par la société Cefaly Technology située dans le parc scientifique du Sart-Tilman, près de Liège en Belgique.

## Histoire
La société CEFALY Technology est fondée en 2004 par le médecin liégeois Pierre Rigaux et l'ingénieur suisse Pierre-Yves Muller. Elle s'appelle alors STX-Med.
Le premier produit élaboré par la firme est le Safetox, appareil anti-rides lancé en 2006 et écoulé (de 2006 à 2009) à 40 000 exemplaires.
L'appareil Cefaly est mis au point en 2009. Le traitement préventif est approuvé par la Food and Drug Administration en 2014. Cette reconnaissance est une première pour un appareil de prévention de la migraine. Le traitement de crise est approuvé par la Food and Drug Administration en 2017.
Entre 2009 et mars 2014, environ 80 000 exemplaires du Cefaly sont produits.
En octobre 2017, la société (qui assemble les appareils Cefaly à Bastogne), inaugurait son nouveau siège social qui se situe dans le Parc Scientifique du Sart-Tilman, près de l'Université de Liège.

## Principes biomédicaux
C’est un dispositif électronique générateur d’impulsions électriques. Ces impulsions sont destinées à déclencher des excitations, c’est-à-dire des potentiels d’action, sur les fibres nerveuses soit de la branche supérieure du nerf trijumeau (V1) via une électrode de surface supraorbitaire soit du grand nerf occipital d’Arnold (C II) via une électrode occipitale.
La neurostimulation au niveau crânien est habituellement appliquée au moyen de matériel implantable semblable aux pacemakers. L’intérêt du Cefaly est de permettre une application externe ne nécessitant pas d’intervention chirurgicale contrairement aux dispositifs implantables. Cette technologie de neurostimulation crânienne externe est rendue possible grâce à la grande spécificité et précision des micro-impulsions électriques capables de déclencher l’excitation sur les fibres nerveuses (axones) cibles sans générer de douleur importante au niveau du périoste crânien.
Des études cliniques contrôlées randomisées et publiées en Europe et aux États-Unis ont démontré l’efficacité et la sécurité du dispositif dans le traitement et la prévention de la migraine avec et sans aura,,,,,,,,,,.